# Algebra & Number Theory
Algebra & Number Theory es una revista de matemáticas revisada por pares publicada por la organización sin fines de lucro Mathematical Sciences Publishers.  Fue lanzado el 17 de enero de 2007, con el objetivo de "proporcionar una alternativa a la actual oferta de revistas comerciales especializadas en álgebra y teoría de números, una alternativa de mayor calidad y mucho menor coste". 
La revista publica artículos de investigación originales en álgebra y teoría de números, interpretados de manera amplia, incluida la geometría algebraica y la geometría aritmética, por ejemplo.  ANT publica artículos de alta calidad de interés para un amplio número de lectores, a un nivel que supera a todas las revistas de matemáticas generalistas excepto las cuatro o cinco principales. Actualmente está considerada como la mejor revista especializada en teoría de números. Los números se publican tanto en línea como en forma impresa.

## Consejo editorial
El editor jefe es Bjorn Poonen del MIT y el presidente del consejo editorial es David Eisenbud de UC Berkeley. 